# Abdul Nasser Al-Gifri
Abdul Nasser Al-Gifri, né le 7 mai 1957 dans le gouvernorat d'Abyan est un botaniste yéménite. Il a travaillé de 1998 à 2005 au Zayed Complex for Herbal Research and Traditional Medicine à Abou Dabi,. Il est depuis 2006 professeur de taxinomie végétale à l'université d'Aden au Yémen.
Il est l'auteur de plusieurs taxons végétaux, dont Aloe ahmarensis, Aloe irafensis, Euphorbia applanata, Euphorbia seibanica, Leucas hagghierensis, Leucas penduliflora.
Il est un spécialiste de la flore du Yémen.

## Publications
- Matthias Schultz, Bruno Mies et Abdul Nasser Al-Gifri, « New localities of some Paulia species (Lichinaceae, lichenized Ascomycota) from Socotra (Indian Ocean) », The Bryologist, American Bryological and Lichenological Society, vol. 102, no 1,‎ 1999, p. 61-66 (DOI 10.2307/3244461, lire en ligne)
- Mats Thulin, Abdul Nasser Al-Gifri, Mohammed Abdullah Hussein et Saeed Gabali, « Additions to the Yemen flora », dans Biodiversity research in the Horn of Africa region : Proceedings of the Third International Symposium on the Flora of Ethiopia and Eritrea at the Carlsberg Academy, Copenhagen, August 25-27, 1999, Copenhagen, 2001, 439 p. (ISBN 8778762464), p. 137-153
- Ulrich Deil et Abdul Nasser Al-Gifri, « Montane and Wadi vegetation », dans Geobotany, vol. 25 : Vegetation of the Arabian Peninsula, 1998 (ISBN 978-90-481-5020-5, DOI 10.1007/978-94-017-3637-4_6, présentation en ligne), p. 125-174
- Abdul Nasser Al-Gifri, « Common weeds of Aden (Yemen) : Geography, topography and climate », Acta Biologica Silesiana, Katovice, vol. 1222,‎ 1991, p. 26-33